# 無花果 (零食)
無花果，狀如細絲，是味道酸且甜的零食，常見的包裝是以小的透明罐子做為容器。

## 作法
將曬乾的木瓜絲漂白後再加上糖精與人工香料，與天然的無花果樹沒有關係，產地多為東南亞，製作方法早期是由人工以腳踩踏而成，並不衛生，近年來則多改由機器製造。